# Darkoneta
Darkoneta es un género de arañas araneomorfas de la familia Leptonetidae. Se encuentra en Estados Unidos, México, Guatemala y Panamá. 

## Lista de especies
Según The World Spider Catalog 11.5:
- Darkoneta arganoi (Brignoli, 1974)
- Darkoneta garza (Gertsch, 1974)
- Darkoneta obscura (Gertsch, 1974)
- Darkoneta quetzal Ledford & Griswold, 2010
- Darkoneta reddelli Ledford & Griswold, 2010
- Darkoneta stridulans (Platnick, 1994)